# ローランド・JC-120

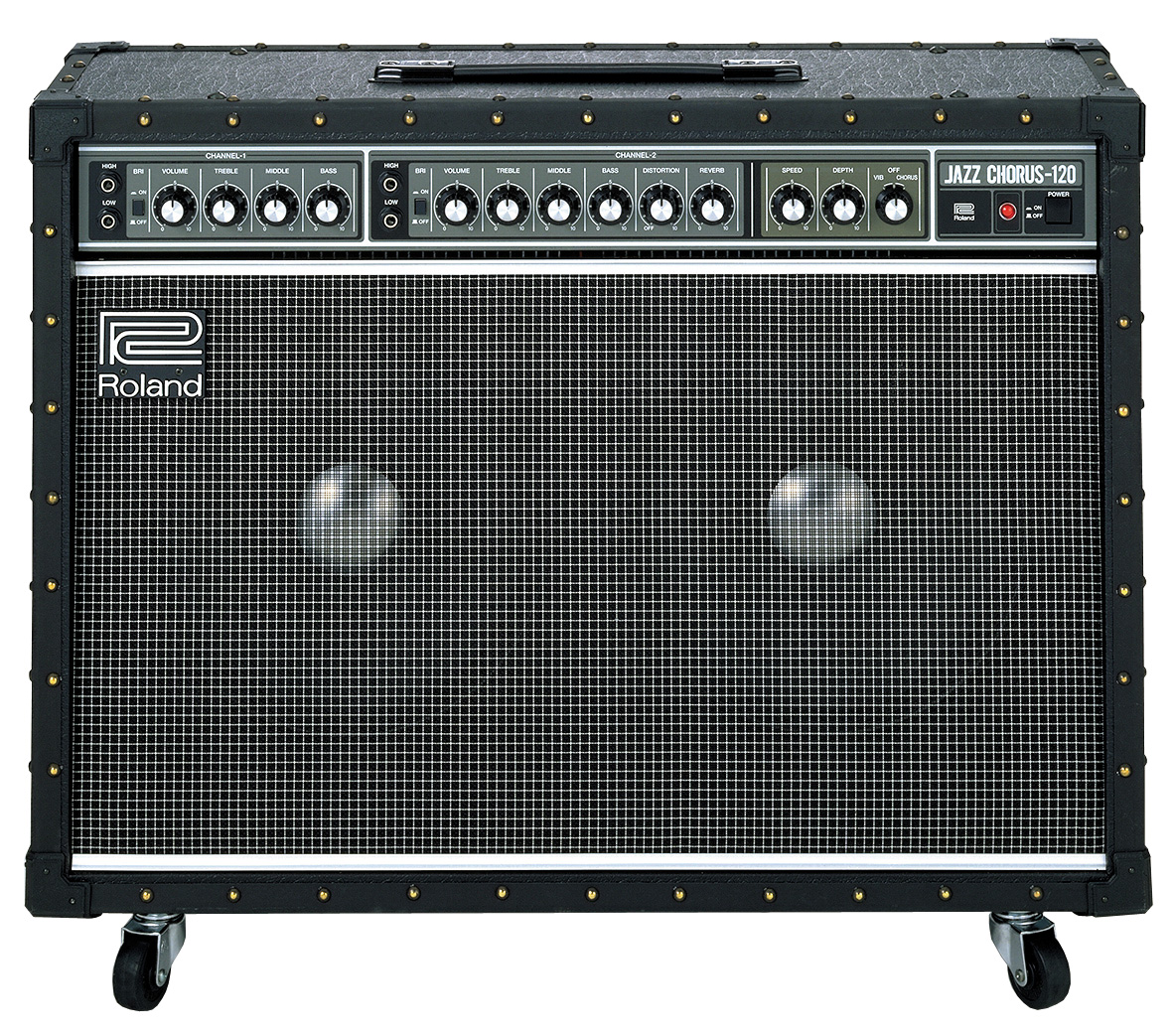
ローランド・JC-120

JC-120は、ローランドが製造・販売を行っているギター用アンプである。出力は120W。モデル名の"JC"は「Jazz Chorus（ジャズ・コーラス）」の頭字語。愛称は『ジャズコ』。
1975年の発売開始から細かなマイナーチェンジを繰り返しつつも、基本的なデザインは初期から現在に至るまで同じである。ジャズの本来の意味である何でもありなサウンドを奏でられることからこの名が付いた。ギターアンプではあるが、ボーカル、キーボードにも効果的に利用可能である。
このトランジスタアンプは非常にクリアなサウンド、瑞々しいコーラス・エフェクト、音質、エフェクトの質の高さ、外部エフェクターを使用した場合の掛かりが良いことでも知られ、ジャンルを問わず多くのバンドに使用されている。しかしながら、オーディオを意識して設計されたアンプであるため、マーシャルをはじめとする真空管アンプと比べると非常に音が固いことからこのアンプを好まないギタリストが多いのも事実である。一方で、クリーンサウンドは真空管アンプの追随を許さない絶対的な透明感があるため、真空管アンプと同時使用するプロギタリストも多い。内蔵されているステレオコーラスは非常に評価が高く、BOSSのCE-1として単体で発売されたほどである。CE-1は現在生産終了となっており、プレミアム価格が付いている。
有名な使用例として、スラッシュ・メタル・バンド、メタリカのジェイムズ・ヘットフィールドが1991年の曲「エンター・サンドマン」のイントロ・レコーディングに使用したことが挙げられる。1988年以降、ヘットフィールドはこのアンプをクリア・トーン用のアンプとして主に使用している。また、ザ・キュアーのリーダー、ロバート・スミスが1980年のアルバムで使用したことをコ・プロデューサーのマイク・ヘッジが明らかにしている。
日本の音楽スタジオでは必ずと言っていいほど常備されているギターアンプで、JC-120を使いこなせればどこに行っても同じ音が出せる、と言われるほどである。その所以は汎用性に加えて非常に高い耐久性にあり、真空管アンプとは異なり、よほど酷使された状態でもほぼ同じ音が出せ、維持費が抑えられる。さらに真空管アンプよりも格段に安価である。故障も少なく、スタジオ・ライブハウスなどの1年を通して使用率が高い環境にも耐えられるとのことで、スタジオ関係者と利用者双方から重宝されている。

## 開発に関わったギタリスト
- 井上堯之
- 浅野孝已